# 1918 v loďstvech
Tento článek obsahuje významné události v oblasti loďstev v roce 1918.
- 1.–3. února –  potlačená vzpoura v boce Kotorské – 800 námořníků bylo vsazeno do těžkého žaláře, 432 z nich bylo do konce války souzeno stanným soudem a čtyři vůdcové vzpoury byli popraveni. Mezi popravenými námořníky byli také čeští František Koucký či František Rasch. Velitele námořnictva Maximiliana Njegovana ve službě dne 1. března 1918 nahradil kontradmirál Miklós Horthy.

## Lodě vstoupivší do služby
- 18. února –  HMS Curacoa (D41) – lehký křižník třídy C

## Lodě vystoupivší ze služby
- SMS Wolf – pomocný křižník – vyřazen